# Felsőszenterzsébet
Felsőszenterzsébet (vyslovováno [felšésenteržebét]) je malá vesnička v Maďarsku v župě Zala, spadající pod okres Lenti. Nachází se asi 17 km severozápadně od Lenti. Se svými 16 obyvateli v roce 2015 se spolu s obcí Lendvajakabfa jedná o nejmenší vesnici okresu Lenti a jednu z nejmenších vesnic Maďarska.
Jedinou sousední vesnicí je Alsószenterzsébet.